# Jaione Camborda Coll
Jaione Camborda Coll   (Sant Sebastià, 1 de març de 1983) és una guionista i directora de cinema basca, que viu i treballa a Galícia.

## Trajectòria
Formada a l'Escola de Cinema de Praga (FAMU) i a l'Escola de Cinema de Munic (HFF) la seva carrera ha estat lligada a Novo Cinema Galego, treballant com a directora d'art o productora, entre d'altres, a O ouro do tempo estrenada a Karlovy Vary (República Txeca), Verengo (estrena a Bafici) o Les Altes Pressions. El 2015 va guanyar el premi Les Noves Onades al Festival de Cinema de Sevilla. El 2019 va realitzar el seu primer llargmetratge, anomenat Arima, que es va presentar al Festival de Cinema de Sevilla, i va rebre el premi millor direcció. També va guanyar el Premi ANIMAFICX del Festival Internacional de Cinema de Gijón.
Amb la seva pel·lícula O Corno ha estat la primera directora espanyola a guanyar la Conquilla d'Or a la 71a edició del Festival Internacional de cinema de Sant Sebastià el setembre de 2023.

## Obres

### Curtmetratges
- Lilith
- Nimbo.
- Prueba de agilidad.
- Rapa das Bestas.[6]

### Llargmetratges
- Arima (2019) Direcció i guió.[7]
- O corno (2023)[8]

## Premis
- El 2015, el curtmetratge Les Altes Pressions va rebre el premi del Festival de Cinema Europeu de Sevilla.
- El 2019, el llargmetratge Arima va rebre el Premi a la Millor Direcció a la secció Les Noves Onades del Festival de Cinema Europeu de Sevilla.
- El 2023, el llargmetratge O com va rebre la Conquilla d'Or a la millor pel·lícula a la 71a edició del Festival Internacional de cinema de Sant Sebastià al setembre de 2023.[5]